# هاكتفيزم

هاكتفيزم (بالإنجليزية: hacktivism)‏ هو استخدام أجهزة الحاسوب والشبكات الحاسوبية لتعزيز أجندة سياسية. وغالبا ما ترتبط أهدافه بحرية التعبير، حقوق الإنسان أو حرية المعلومات. ظهر هذا المصطلح في سنة 1994 من قبل أحد أعضاء إحدى منظمات القرصنة يعرف باسم «أوميجا». من أمثلته ما حصل خلال احتجاجات الانتخابات الإيرانية 2009–2010 حيث لعبت مجموعة أنونيموس دورا في نشر المعلومات من وإلى إيران عن طريق إنشاء موقع «أنونيموس إيران»، وقاموا أيضا بإصدار مقاطع فيديو (مانيفستو) للحكومة الإيرانية.
كما يشتبه بمشاركتهم في هجوم داين الإلكتروني.